# Fernando Sánchez Cipitria
Fernando, właśc. Fernando Sánchez Cipitria (ur. 12 września 1971 w Madrycie) – piłkarz hiszpański grający na pozycji lewego pomocnika. W swojej karierze 2 razy wystąpił w reprezentacji Hiszpanii.

## Kariera klubowa
Karierę piłkarską Fernando rozpoczął w Realu Madryt. Nie przebił się jednak do pierwszego zespołu i w latach 1990–1995 grał w rezerwach tego klubu w Segunda División B, a następnie także w Segunda División. Latem 1995 roku odszedł do Realu Valladolid, gdzie stał się podstawowym zawodnikiem. W Primera División zadebiutował 2 września 1995 w przegranym 0:2 domowym spotkaniu z Barceloną. Natomiast 8 października 1995 w meczu z Realem Sociedad (3:0) strzelił swojego pierwszego gola w lidze. W Realu grał do końca sezonu 1996/1997.
W 1997 roku Fernando odszedł z Realu do Realu Betis. W klubie tym swoje pierwsze spotkanie rozegrał 31 sierpnia 1997. Było to spotkanie z Realem Valladolid, w którym Betis wygrał 3:1. W Betisie grał przez 2 lata.
W 1999 roku Fernando został piłkarzem Deportivo La Coruña. Zadebiutował w nim 10 września 1999 w wygranym 2:1 domowym meczu Realem Valladolid. W 2001 roku został wypożyczony do CA Osasuna, w której swój debiut zanotował 22 września 2001 w meczu z Realem Saragossa (1:0). Po roku gry w Osasunie ponownie został wypożyczony, tym razem do niemieckiego Hannoveru. W Bundeslidze rozegrał 2 mecze (debiut: 11 września 2002 w przegranym 1:3 meczu z Energie Cottbus). Z kolei w rundzie wiosennej sezonu 2002/2003 Fernando był wypożyczony do Córdoby. Latem 2003 zakończył karierę piłkarską.
| Sezon   | Klub                 | Kraj      | Rozgrywki          | Mecze | Bramki |
| ------- | -------------------- | --------- | ------------------ | ----- | ------ |
| 1990/91 | Real Madryt Castilla | Hiszpania | Segunda División B | ?     | ?      |
| 1991/92 | Real Madryt Castilla | Hiszpania | Segunda División   | ?     | ?      |
| 1992/93 | Real Madryt Castilla | Hiszpania | Segunda División   | ?     | ?      |
| 1993/94 | Real Madryt Castilla | Hiszpania | Segunda División   | 31    | 0      |
| 1994/95 | Real Madryt Castilla | Hiszpania | Segunda División   | 37    | 2      |
| 1995/96 | Real Valladolid      | Hiszpania | Primera División   | 40    | 7      |
| 1996/97 | Real Valladolid      | Hiszpania | Primera División   | 38    | 11     |
| 1997/98 | Real Betis           | Hiszpania | Primera División   | 31    | 2      |
| 1998/99 | Real Betis           | Hiszpania | Primera División   | 29    | 2      |
| 1999/00 | Deportivo La Coruña  | Hiszpania | Primera División   | 19    | 0      |
| 2000/01 | Deportivo La Coruña  | Hiszpania | Primera División   | 14    | 3      |
| 2001/02 | CA Osasuna           | Hiszpania | Primera División   | 30    | 2      |
| 2002/03 | Hannover 96          | Niemcy    | Bundesliga         | 2     | 0      |
| 2002/03 | Córdoba CF           | Hiszpania | Segunda División   | 6     | 1      |

## Kariera reprezentacyjna
W reprezentacji Hiszpanii Fernando zadebiutował 28 stycznia 1998 roku z Francją. W swojej karierze jeszcze tylko raz wystąpił w reprezentacji, 25 marca 1998 w sparingu ze Szwecją (4:0).
| Mecze i gole w reprezentacji | Mecze i gole w reprezentacji | Mecze i gole w reprezentacji | Mecze i gole w reprezentacji | Mecze i gole w reprezentacji | Mecze i gole w reprezentacji | Mecze i gole w reprezentacji |
| #                            | Data                         | Stadion                      | Rywal                        | Wynik                        | Gol                          | Rozgrywki                    |
| 1998                         | 1998                         | 1998                         | 1998                         | 1998                         | 1998                         | 1998                         |
| ---------------------------- | ---------------------------- | ---------------------------- | ---------------------------- | ---------------------------- | ---------------------------- | ---------------------------- |
| 1.                           | 28.01.1998                   | Paryż, Francja               | Francja                      | 0:1                          | 0                            | towarzyski                   |
| 2.                           | 25.03.1998                   | Vigo, Hiszpania              | Szwecja                      | 4:0                          | 0                            | towarzyski                   |